# Liste der Kulturgüter in Maracon
Die Liste der Kulturgüter in Maracon enthält alle Objekte in der Gemeinde Maracon im Kanton Waadt, die gemäss der Haager Konvention zum Schutz von Kulturgut bei bewaffneten Konflikten, dem Bundesgesetz vom 20. Juni 2014 über den Schutz der Kulturgüter bei bewaffneten Konflikten sowie der Verordnung vom 29. Oktober 2014 über den Schutz der Kulturgüter bei bewaffneten Konflikten unter Schutz stehen.
Objekte der Kategorie A sind vollständig in der Liste enthalten, Objekte der Kategorie B sind im Gemeindegebiet nicht ausgewiesen, Objekte der Kategorie C fehlen zurzeit (Stand: 13. Oktober 2021).

## Kulturgüter
| Foto |                                                                | Objekt                                                      | Kat. | Typ | Standort                            | Beschreibung |
| ---- | -------------------------------------------------------------- | ----------------------------------------------------------- | ---- | --- | ----------------------------------- | ------------ |
| ja   | Datei hochladen · Wikidata zu Bauernhof Praz-Derrey (Q3068892) | Bauernhof Praz-Derrey / Ferme de Praz-Derrey KGS-Nr.: 10341 | A    | G   | Route du Village 24 556440 / 155392 |              |